# デルサタ
『デルサタ』は、名古屋テレビ（メ〜テレ）で2016年4月9日から2021年3月27日まで毎週土曜日に生放送されていた、中京広域圏の朝のおでかけ情報番組である。放送時間は6:30 - 7:55（JST）。
本項では2018年4月7日から放送開始した姉妹番組『デルサタ11（イレブン）』、『デルサタ11』の代替番組『いえサタ』についても記述する。
司会は、濱口優（よゐこ）と鈴木ちなみ（『デルサタ』・『デルサタ11』ともに担当）。

## 概要
メ〜テレは、2016年春の改編にあたり、朝の番組を強化・充実させる狙いを発表。「（月曜日 - 土曜日の帯番組であった）『ドデスカ!』を平日の朝らしい番組に、『デルサタ』を土曜日の朝らしい番組に」として、同年4月2日に土曜日の『ドデスカ!』を終了、その翌週より本番組をスタートさせた。
番組コンセプトは「いつだってお出かけ日和」。20代から40代の母親を中心とした層をターゲットに、レジャーやグルメ、ファッション、天気などの情報を紹介する。番組名の『デルサタ』は、「外へ出るサタデー」を略した造語である。番組ロゴには「ODEKAKE」の文字が入っている。
『デルサタ』については毎年6月中旬の全米オープンゴルフ（2017年までは毎年7月上旬の全米女子オープンゴルフも該当）など、スポーツ中継時は休止または放送時間が短縮となる。また、番組は基本生放送だが、年2回（8月のお盆シーズン及び12月の年内最後の放送）はスタジオパートを含め全編事前収録となっている。その場合はニュース・天気予報のコーナーも休止となる。なお、12月最終週（年内最後の放送の翌週）についてはテレビ朝日制作の『週刊ニュースリーダー』を臨時ネットする。(同番組休止時は特番を放送)
2017年10月7日より、『題名のない音楽会』（テレビ朝日制作）を土曜6:00 - 6:30枠に枠移動の上、制作局より4時間先行ネットで放送することになったため、本番組は30分短縮の6:30 - 7:55に変更された。
2018年4月7日より、『昼まで待てない!いいコト聞いた』の後番組として『デルサタ11』が放送開始。前番組同様に9月最終週は放送局主催のイベント会場（栄・久屋大通公園）から公開生放送による拡大スペシャルを放送する。また、この日は朝の『デルサタ』が事前収録となる（夏季の事前収録回が8月から9月最終週に変更となった）。

### 新型コロナウイルス感染症による緊急事態宣言に伴う対応
日本国内における新型コロナウイルス感染症（COVID-19）の流行により、政府は2020年4月7日に7都府県（埼玉県・千葉県・東京都・神奈川県・大阪府・兵庫県及び福岡県）に対し、新型インフルエンザ等対策特別措置法に基づく緊急事態宣言を発令。また、愛知県は4月10日に県独自の緊急事態宣言を発表した。これに伴い、4月11日の放送では、MCの鈴木・濱口が東京からリモートアクセスによる出演となり、スタジオでは局アナウンサー3人が番組を進行（『デルサタ』、『デルサタ11』とも）。そして番組エンディングで当面の番組休止が発表された。
翌週の4月18日から『デルサタ11』の代替番組として『いえサタ』を放送開始。新型コロナウイルス感染症に関する東海地方の情報や休校中の児童・生徒へ向けた学習コンテンツを中心に放送し、5月30日をもって放送終了。
翌週の6月6日から「コロナ後の新しい週末の過ごし方の提案」をコンセプトに『デルサタ 〜新しい週末〜』として放送再開。なお、『デルサタ11』は引き続き放送休止のまま9月26日をもって放送終了。
その後、新型コロナウイルス感染症の再拡大によって政府は2021年1月8日に1都3県（埼玉県・千葉県・東京都・神奈川県）に対し、緊急事態宣言を再度発令。13日に愛知県・岐阜県を含む7府県（栃木県、愛知県、岐阜県、大阪府、京都府、兵庫県、福岡県）が対象地域に加えられた。このため、前年4月と同様、「MCの鈴木・濱口は、東京からリモートアクセスによる出演」「スタジオは、局アナウンサーが番組を進行」という体制をとった。

### 番組の終焉
2021年3月27日をもって放送終了。後継番組は『ドデスカ!ドようびデス。』であり、事実上『ドデスカ!』の土曜日放送が5年ぶりに復活することになった。

## 出演者

### デルサタ
MC
- 濱口優（よゐこ）
- 鈴木ちなみ

デルサタファミリー - 番組レギュラー。週替わりで出演。
- おかずクラブ（オカリナ・ゆいP）
- うしろシティ（金子学・阿諏訪泰義）
- 塚田僚一（A.B.C-Z）
- 橋本良亮（A.B.C-Z）
- 河合郁人（A.B.C-Z）
- 流れ星（瀧上伸一郎・ちゅうえい）
- 浅尾美和

デルサタPUSH
- はなわ[注 7]
- 原口あきまさ[注 7]
- 白井奈津[注 7]

メ〜テレアナウンサー
- 島津咲苗（2018年4月7日 - ）
- 島貫凌（2020年4月4日 - ）
- 堂野浩久（2018年10月6日 - ）
- 岩佐早希（2020年月日不明 - ）リポーター

#### 過去の出演者
- GENKING（デルサタファミリー）
- 三戸なつめ（デルサタファミリー）
- マギー審司　- 通販コーナー「デルサタマルシェ」出演者[17]。
- 望木聡子（メ〜テレアナウンサー、放送開始 - 2018年3月31日）
- 倉橋友和（メ〜テレアナウンサー、放送開始 - 2018年9月29日）[注 7]
- 濱田隼（メ〜テレアナウンサー、放送開始 - 2020年3月28日）[注 8]
- 伊豆蔵将太（メ〜テレアナウンサー、2020年月日不明）リポーター

### デルサタ11
MC
- 濱口優（よゐこ）
- 鈴木ちなみ

デルサタPRESS
- BOYS AND MEN
- 祭nine.
- 関フリーダム

メ〜テレアナウンサー
- 島津咲苗
- 島貫凌
- 堂野浩久

#### 過去の出演者
- 倉橋友和（メ〜テレアナウンサー、放送開始 - 2018年9月29日）
- 濱田隼（メ〜テレアナウンサー、放送開始 - 2020年3月28日）[注 8]

### いえサタ
MC
- 堂野浩久（メ〜テレアナウンサー、2020年4月18日 - 5月30日）
- 島津咲苗（メ〜テレアナウンサー、2020年4月18日 - 5月30日）

ゲスト
- 濱口優（よゐこ）[注 9]
- 鈴木ちなみ[注 9]

## コーナー
デルサタツアーズ
「今日すぐ行けるお出かけ情報」を紹介する。
デルサタLIFE
ファッションやグルメ、トレンド情報などを紹介する。
デルサタPUSH
放送回毎に特定の商品を取り上げて紹介するコーナー。メーカーの工場や本社などでロケーションが行われている。
ニュース
全国のニュースに加えて、東海地方のローカルニュースも2〜3項目扱う。このコーナーのみ『ANNニュース』のものに準拠したテロップが使用されている。
天気
島津が担当。メ〜テレ本社6階から中継。
東海地方の一週間
前週土曜の放送終了後から放送前日の金曜までに起きた東海地方の様々なニュースを振り返るコーナー。

### いえサタ
おうちで学ぼう
『ドデスカ!』『アップ!』との連携企画。新型コロナウイルス感染症の影響で休校が続く小・中学校の児童・生徒を対象に家庭で学べるコンテンツ（科学・歴史）を制作・放送する。
新型コロナ　東海地方の一週間
前週土曜の放送終了後から放送前日の金曜までに東海3県内で起きた新型コロナウイルス感染症関連のニュースを振り返るコーナー。

## スタッフ
- チーフプロデューサー：川本謙一
- プロデューサー：佐藤幸子、 服部保彦 、國井篤史
- 総合演出：石川智通
- チーフディレクター：安田和朗
- AP：小島美樹

## 番組テーマソング
- 三戸なつめ「I'll do my best」[4]（2016年4月 - 9月）
- Shiggy Jr.「サンシャインモーニング」（2016年10月 - 2017年3月）
- 大原櫻子「Coming Soon!!!」（2017年4月 - 10月7日）
- Official髭男dism「Driver」（2017年10月14日 - 2018年3月31日）
- 井上苑子「TODAY」（2018年4月7日 - 10月6日）
- GLIM SPANKY「Hello Sunshine」（2018年10月17日 - 2020年3月28日）
- A.B.C-Z「Only One!」（2020年4月4日 - 2021年3月27日）